# Hilara nugax
Hilara nugax är en tvåvingeart som beskrevs av Axel Leonard Melander 1902. Hilara nugax ingår i släktet Hilara och familjen dansflugor.
Artens utbredningsområde är Kalifornien. Inga underarter finns listade i Catalogue of Life.